# Сычёвский район
Сычёвский район — административно-территориальная единица (район) и муниципальное образование (муниципальный район) на севере Смоленской области России.
Административный центр — город Сычёвка.

## География
Территориально район граничит: на севере и западе с Тверской областью, на юге с Новодугинским, на востоке с Гагаринским районами Смоленской области. Площадь территории — 1804 км².
Самый северный район Смоленской области. Район расположен в основном в пределах Сычёвской низменности. Самая северная точка в 5 километрах к северу от деревни Шашелово.56°04′08″ с. ш. 33°55′18″ в. д.
Возле деревни Дудкино находится исток реки Днепр. Реки района: Вазуза, Гжать, Осуга, Касня, Лосьмина, Яблоня. Озёра: Гавриловское. В 1978—1981 в связи с наполнением Вазузского водохранилища Вазузской гидросистемы значительная часть района была затоплена.
Почвы в районе дерново-среднеподзолистые, в центральной части района — дерново-глеевые оподзоленные; глинистые и тяжелосуглинистые. Леса занимают 33,8 % территории.

## История
Район образован в 1929 году на территории Сычёвского и Бельского уездов Смоленской губернии, а также части Ржевского уезда Тверской губернии. 25 марта 1961 года к Сычёвскому району была присоединена часть территории упразднённого Днепровского района.

## Население
| 2002    | 2009    | 2010    | 2011    | 2012    | 2013    | 2014    | 2015    | 2016    |
| ------- | ------- | ------- | ------- | ------- | ------- | ------- | ------- | ------- |
| 15 835  | ↘13 674 | ↗14 359 | ↘14 100 | ↘13 810 | ↘13 572 | ↗13 877 | ↘13 807 | ↘13 745 |
| 2017    | 2018    | 2019    | 2020    | 2021    | 2024    |         |         |         |
| ↘13 604 | ↘13 493 | ↘13 421 | ↘13 402 | ↘12 255 | ↘11 980 |         |         |         |

### Урбанизация
В городских условиях (город Сычёвка) — проживают 62,35 % населения района.

### Национальный состав
По итогам переписи населения 2020 года проживали следующие национальности (национальности менее 0,1 % и другое, см. в сноске к строке «Другие»):
| Национальность | Численность, чел. | Доля     |
| -------------- | ----------------- | -------- |
| Русские        | 11 259            | 91,87 %  |
| Украинцы       | 48                | 0,39 %   |
| Молдаване      | 43                | 0,35 %   |
| Белорусы       | 25                | 0,20 %   |
| Узбеки         | 24                | 0,20 %   |
| Грузины        | 21                | 0,17 %   |
| Таджики        | 20                | 0,16 %   |
| Татары         | 16                | 0,13 %   |
| Другие         | 799               | 6,53 %   |
| Итого          | 12 255            | 100,00 % |

## Муниципально-территориальное устройство
В муниципальный район входят 5 муниципальных образований, в том числе 1 городское поселение и 4 сельских поселения
| № | Муниципальное образование       | Административный центр | Количество населённых пунктов | Население (чел.) | Площадь (км²) |
| - | ------------------------------- | ---------------------- | ----------------------------- | ---------------- | ------------- |
| 1 | Сычёвское городское поселение   | город Сычёвка          | 1                             | ↘7469            |               |
| 2 | Дугинское сельское поселение    | деревня Дугино         | 31                            | ↘1090            |               |
| 3 | Караваевское сельское поселение | деревня Караваево      | 48                            | ↘1178            |               |
| 4 | Мальцевское сельское поселение  | деревня Мальцево       | 23                            | ↗1529            |               |
| 5 | Никольское сельское поселение   | деревня Никольское     | 29                            | ↘914             |               |

Первоначально Законом Смоленской области от 20 декабря 2004 года в составе муниципального района были образованы 12 муниципальных образования, в том числе 1 городское и 11 сельских поселений. Законом Смоленской области от 28 мая 2015 года были упразднены 7 сельских поселений: Суторминское (включено в Дугинское сельское поселение); Бехтеевское, Середское и Вараксинское сельские поселения (включены в Караваевское сельское поселение); Лукинское (включено в Мальцевское сельское поселение); Субботниковское и Хлепенское сельские поселения (включены в Никольское сельское поселение).
| Муниципальное образование 2005—2015 гг. | Население (тыс. чел.) | Площадь (км²) | Административный центр |
| --------------------------------------- | --------------------- | ------------- | ---------------------- |
| Сычёвское городское поселение           | 8.2                   | 7.9           | город Сычёвка          |
| Бехтеевское сельское поселение          | 0.494                 | 219.96        | деревня Бехтеево       |
| Вараксинское сельское поселение         | 0.43                  | 138.43        | деревня Вараксино      |
| Дугинское сельское поселение            | 0.913                 | 135.69        | деревня Дугино         |
| Караваевское сельское поселение         | 0.865                 | 186.6         | деревня Караваево      |
| Лукинское сельское поселение            | 0.465                 | 59.22         | деревня Лукино         |
| Мальцевское сельское поселение          | 1.388                 | 174.39        | деревня Мальцево       |
| Никольское сельское поселение           | 0.439                 | 56            | деревня Никольское     |
| Середское сельское поселение            | 0.45                  | 141.58        | деревня Середа         |
| Субботниковское сельское поселение      | 0.737                 | 157           | деревня Субботники     |
| Суторминское сельское поселение         | 0.635                 | 104.87        | деревня Сутормино      |
| Хлепенское сельское поселение           | 0.263                 | 46.52         | деревня Хлепень        |

### Населённые пункты
В Сычевский район входят 132 населённых пункта, в том числе город и 131 сельский населённый пункт.
| №   | Населённый пункт    | Тип     | Население | Муниципальное образование       |
| --- | ------------------- | ------- | --------- | ------------------------------- |
| 1   | Сычёвка             | город   | ↘7469     | Сычёвское городское поселение   |
| 2   | Азарово             | деревня | 0         | Караваевское сельское поселение |
| 3   | Александровка       | деревня | 44        | Караваевское сельское поселение |
| 4   | Алексино            | деревня | 97        | Караваевское сельское поселение |
| 5   | Ананиха             | деревня | 40        | Дугинское сельское поселение    |
| 6   | Аристово            | деревня | 12        | Никольское сельское поселение   |
| 7   | Артемово            | деревня | 6         | Мальцевское сельское поселение  |
| 8   | Береговка           | деревня | 0         | Караваевское сельское поселение |
| 9   | Бехтеево            | деревня | 150       | Караваевское сельское поселение |
| 10  | Благуша             | деревня | 9         | Никольское сельское поселение   |
| 11  | Боброво             | деревня | 12        | Мальцевское сельское поселение  |
| 12  | Бобышево            | деревня | 2         | Никольское сельское поселение   |
| 13  | Большая Моховатка   | деревня | 80        | Караваевское сельское поселение |
| 14  | Борщевка            | деревня | 2         | Мальцевское сельское поселение  |
| 15  | Бочарово            | деревня | 43        | Караваевское сельское поселение |
| 16  | Бубниха             | деревня | 35        | Дугинское сельское поселение    |
| 17  | Букатино            | деревня | 0         | Караваевское сельское поселение |
| 18  | Бурдово             | деревня | 1         | Никольское сельское поселение   |
| 19  | Бурцево             | деревня | 113       | Мальцевское сельское поселение  |
| 20  | Бычково             | деревня | 4         | Дугинское сельское поселение    |
| 21  | Вараксино           | деревня | 268       | Караваевское сельское поселение |
| 22  | Василевка           | деревня | 29        | Караваевское сельское поселение |
| 23  | Васютино            | деревня | 1         | Караваевское сельское поселение |
| 24  | Вязовка             | деревня | 5         | Караваевское сельское поселение |
| 25  | Гладышево           | деревня | 8         | Караваевское сельское поселение |
| 26  | Глинное             | деревня | 0         | Мальцевское сельское поселение  |
| 27  | Горки               | деревня | 1         | Дугинское сельское поселение    |
| 28  | Гребля              | деревня | 23        | Дугинское сельское поселение    |
| 29  | Дерябкино           | деревня | 3         | Дугинское сельское поселение    |
| 30  | Дмитрово            | деревня | 46        | Дугинское сельское поселение    |
| 31  | Дроздово            | деревня | 0         | Никольское сельское поселение   |
| 32  | Дубецкое            | деревня | 3         | Дугинское сельское поселение    |
| 33  | Дугино              | деревня | 462       | Дугинское сельское поселение    |
| 34  | Дудкино             | деревня | 1         | Караваевское сельское поселение |
| 35  | Елманово            | деревня | 106       | Мальцевское сельское поселение  |
| 36  | Ерохово             | деревня | 21        | Дугинское сельское поселение    |
| 37  | Жерновка            | деревня | 31        | Никольское сельское поселение   |
| 38  | Журавлево           | деревня | 10        | Мальцевское сельское поселение  |
| 39  | Жучки               | деревня | 3         | Мальцевское сельское поселение  |
| 40  | Забелино            | деревня | 8         | Мальцевское сельское поселение  |
| 41  | Зазерки             | деревня | 0         | Никольское сельское поселение   |
| 42  | Зимино              | деревня | 41        | Караваевское сельское поселение |
| 43  | Иванцево            | деревня | 53        | Дугинское сельское поселение    |
| 44  | Капустино           | деревня | 1         | Мальцевское сельское поселение  |
| 45  | Караваево           | деревня | 382       | Караваевское сельское поселение |
| 46  | Карпово             | деревня | 4         | Караваевское сельское поселение |
| 47  | Каурово             | деревня | 2         | Мальцевское сельское поселение  |
| 48  | Кашутиха            | деревня | 1         | Дугинское сельское поселение    |
| 49  | Ключики             | деревня | 18        | Караваевское сельское поселение |
| 50  | Кобозево            | деревня | 13        | Мальцевское сельское поселение  |
| 51  | Колокольня          | деревня | 1         | Никольское сельское поселение   |
| 52  | Конопатино          | деревня | 1         | Мальцевское сельское поселение  |
| 53  | Конюшки             | деревня | 0         | Караваевское сельское поселение |
| 54  | Круглица            | деревня | 0         | Караваевское сельское поселение |
| 55  | Кузьмино            | деревня | 2         | Караваевское сельское поселение |
| 56  | Кукино              | деревня | 7         | Никольское сельское поселение   |
| 57  | Ладыгино            | деревня | 49        | Дугинское сельское поселение    |
| 58  | Лесные Дали         | деревня | 97        | Караваевское сельское поселение |
| 59  | Леушники            | деревня | 10        | Никольское сельское поселение   |
| 60  | Липки               | деревня | 32        | Караваевское сельское поселение |
| 61  | Ломосово            | деревня | 0         | Мальцевское сельское поселение  |
| 62  | Ломы                | деревня | 8         | Караваевское сельское поселение |
| 63  | Лукино              | деревня | 242       | Мальцевское сельское поселение  |
| 64  | Лычники             | деревня | 3         | Никольское сельское поселение   |
| 65  | Малая Моховатка     | деревня | 3         | Караваевское сельское поселение |
| 66  | Малое Петраково     | деревня | 2         | Караваевское сельское поселение |
| 67  | Малое Яковцево      | деревня | 125       | Мальцевское сельское поселение  |
| 68  | Мальцево            | деревня | 633       | Мальцевское сельское поселение  |
| 69  | Маньшино            | деревня | 0         | Никольское сельское поселение   |
| 70  | Марьино             | деревня | 2         | Дугинское сельское поселение    |
| 71  | Медведки            | деревня | 3         | Караваевское сельское поселение |
| 72  | Мокрое              | деревня | 4         | Дугинское сельское поселение    |
| 73  | Моховаткинские Ломы | деревня | 5         | Караваевское сельское поселение |
| 74  | Муковесово          | деревня | 13        | Караваевское сельское поселение |
| 75  | Мураи               | деревня | 2         | Дугинское сельское поселение    |
| 76  | Настасьино          | деревня | 0         | Никольское сельское поселение   |
| 77  | Нащекино            | деревня | 0         | Караваевское сельское поселение |
| 78  | Некрасиха           | деревня | 35        | Дугинское сельское поселение    |
| 79  | Никитино            | деревня | 0         | Никольское сельское поселение   |
| 80  | Никитье             | деревня | 192       | Караваевское сельское поселение |
| 81  | Никольское          | деревня | 275       | Никольское сельское поселение   |
| 82  | Новое Яковцево      | деревня | 7         | Мальцевское сельское поселение  |
| 83  | Ноздринка           | деревня | 15        | Никольское сельское поселение   |
| 84  | Ольховцы            | деревня | 160       | Мальцевское сельское поселение  |
| 85  | Осташово            | деревня | 0         | Дугинское сельское поселение    |
| 86  | Перевесье           | деревня | 27        | Никольское сельское поселение   |
| 87  | Печуры              | деревня | 50        | Дугинское сельское поселение    |
| 88  | Плотки              | деревня | 18        | Караваевское сельское поселение |
| 89  | Подберезье          | деревня | 0         | Никольское сельское поселение   |
| 90  | Подхабино           | деревня | 2         | Дугинское сельское поселение    |
| 91  | Подъямное           | деревня | 27        | Дугинское сельское поселение    |
| 92  | Покровское          | деревня | 0         | Караваевское сельское поселение |
| 93  | Полежаевка          | деревня | 1         | Караваевское сельское поселение |
| 94  | Половцы             | деревня | 1         | Никольское сельское поселение   |
| 95  | Попсуево            | деревня | 4         | Никольское сельское поселение   |
| 96  | Попцово             | деревня | 27        | Никольское сельское поселение   |
| 97  | Поташено            | деревня | 6         | Дугинское сельское поселение    |
| 98  | Прудище             | деревня | 1         | Никольское сельское поселение   |
| 99  | Пустошка            | деревня | 0         | Караваевское сельское поселение |
| 100 | Пызино              | деревня | 8         | Караваевское сельское поселение |
| 101 | Пырьево             | деревня | 18        | Никольское сельское поселение   |
| 102 | Ракитня             | деревня | 46        | Караваевское сельское поселение |
| 103 | Ржавенье            | деревня | 9         | Караваевское сельское поселение |
| 104 | Сверкушино          | деревня | 0         | Караваевское сельское поселение |
| 105 | Светецкое           | деревня | 6         | Дугинское сельское поселение    |
| 106 | Свиноройка          | деревня | 20        | Караваевское сельское поселение |
| 107 | Семенцево           | деревня | 38        | Дугинское сельское поселение    |
| 108 | Середа              | деревня | 100       | Караваевское сельское поселение |
| 109 | Сидорово            | деревня | 75        | Никольское сельское поселение   |
| 110 | Симоновка           | деревня | 0         | Мальцевское сельское поселение  |
| 111 | Синебрюхово         | деревня | 1         | Дугинское сельское поселение    |
| 112 | Соколино            | деревня | 181       | Никольское сельское поселение   |
| 113 | Соколово            | деревня | 44        | Мальцевское сельское поселение  |
| 114 | Софьино             | деревня | 3         | Никольское сельское поселение   |
| 115 | Софьино             | деревня | 69        | Дугинское сельское поселение    |
| 116 | Субботники          | деревня | 296       | Никольское сельское поселение   |
| 117 | Сутормино           | деревня | 298       | Дугинское сельское поселение    |
| 118 | Сырокоренье         | деревня |           | Дугинское сельское поселение    |
| 119 | Тарасово            | деревня | 17        | Дугинское сельское поселение    |
| 120 | Таркино             | деревня | 0         | Караваевское сельское поселение |
| 121 | Татаринка           | деревня | 0         | Караваевское сельское поселение |
| 122 | Узкое               | деревня | 0         | Караваевское сельское поселение |
| 123 | Устье               | деревня | 14        | Мальцевское сельское поселение  |
| 124 | Хлепень             | деревня | 195       | Никольское сельское поселение   |
| 125 | Хотьково            | деревня | 24        | Дугинское сельское поселение    |
| 126 | Хухрыниха           | деревня | 6         | Дугинское сельское поселение    |
| 127 | Шаниха              | деревня | 1         | Караваевское сельское поселение |
| 128 | Шашелово            | деревня | 0         | Караваевское сельское поселение |
| 129 | Ширяево             | деревня | 0         | Караваевское сельское поселение |
| 130 | Юшино               | деревня | 213       | Мальцевское сельское поселение  |
| 131 | Яблонцево           | деревня | 57        | Караваевское сельское поселение |
| 132 | Ярыгино             | деревня | 11        | Никольское сельское поселение   |

## Экономика
Сельское хозяйство специализировалось ранее на молочно-мясном животноводстве, зерноводстве и льноводстве. В настоящее время сельское хозяйство в Сычевском районе полностью разрушено. Промышленность была представлена ранее электродным заводом (прекратил работу в 2014 году, но возобновил деятельность в 2021 году) и леспромхозом (в настоящее время не существует), молокозаводом (не существует), льнозаводом (не существует). Наибольшее число рабочих мест для жителей Сычевского района предоставляет в настоящее время Смоленская психиатрическая больница (стационар) специализированного типа с интенсивным наблюдением (г. Сычевка, ул. Карла Маркса, д. 71).

## Транспорт
Однопутная неэлектрифицированная железнодорожная магистраль Ржев-Вязьма. Автомобильная дорога Р134 «Старая Смоленская дорога» «Смоленск—Дорогобуж—Вязьма—Зубцов».

## Люди, связанные с районом

### Герои Советского Союза
- Авдеев, Анатолий Константинович (деревня Сырокоренье)
- Гусев, Александр Иванович (деревня Богданово)
- Иванов, Федор Иванович (деревня Леоново)
- Крылов, Василий Меркурьевич (деревня Чубарово)
- Скачков, Константин Николаевич (деревня Лошаки)
- Трусов, Виктор Иванович
- Шаров, Николай Дмитриевич (деревня Подмощица)

### Герои Социалистического Труда
- Бабошкина, Вера Иудовна (деревня Устье)
- Демидова, Мария Александровна (деревня Починки)
- Ковалёв, Александр Поликарпович (деревня Осиновка)
- Микайлова, Анастасия Васильевна (деревня Юровка)
- Фролова, Зоя Алимпиевна (деревня Соколово)